# 어우양페이페이
어우양페이페이(중국어 정체자: 歐陽菲菲, 간체자: 欧阳菲菲, 병음: ŌuYáng FēiFēi, 한자음: 구양비비, AuYeung Fei Fei, 1949년 9월 10일-)는 대만 타이베이시 출신의 여가수이다. 과거 와타나베 프로덕션에 소속되어 있었다.

## 대표곡

### 일본의 대표곡
- 雨の御堂筋 (1971.09.05)
- 雨のエアポート (1971.12.20)
- 恋の追跡 (러브 체이스) (1972.04.05)
- 夜汽車 (1972.08.05)
- 雨のヨコハマ (1972.12.20)
- 恋の十字路 (1973.04.05)
- 恋は燃えている (1973.08.20)
- 火の鳥 (1973.12.01)
- うわさのディスコクィーン (1979.07)
- 星影のバラード (More Than I Can Say)
- ラヴ・イズ・オーヴァー
- 面影ストーリー 〜女はいつでも少女です~
- 忘れていいの (타니무라 신지의 커버) (1984.04)
- 雨に咲く傘の花 (1985.06.25)
- 追憶 〜Never Fall In Love〜
- 孔雀よふたたび愛へ
- 愛伝説 (1987년 도카이 TV 계 드라마 "사랑 전설" 주제가)
- We Love Heart
- ほっといて 〜Stop teasing me〜 (작사: 야마다 쿠니코)
- TOKIO天使 (CHIYO & FEIFEI / 오쿠무라 치요와의 듀엣)
- 雨のNew York (2008.09.03)

### 자국의 대표곡
- 雨中徘徊 (雨の御堂筋)
- 雨中旅程 (雨のエアポート)
- 愛我在今宵 (恋の十字路)
- 就這樣甜蜜活到底 (恋の追跡)
- 離情依依 (夜汽車)
- 明日戀情 (恋は燃えている)
- 火鳥 (火の鳥)
- 風雨裡認識你 (海鴎)
- 我為你唱一首歌 (勝手にしやがれ / 사와다 켄지의 커버)
- 繁星 (南十字星)
- 晨鐘 (マリアの鐘)
- 熱情的沙漠 (情熱の砂漠 / 더 피너츠의 커버)
- 五月情意 (また逢う日まで / 오자키 키요히코의 커버)
- 喝采 (喝采 / 치아키 나오미의 커버)
- 嚮往
- 我們在愛的天地 (ひまわり娘 / 이토 사키코의 커버)
- 晚風吹如月鉤 (愛のフィナーレ / 더 피너츠의 커버)
- 她的背影 (甘い十字架 / 후세 아키라의 커버)
- 可愛的玫瑰花 (お手やわらかに / 나쓰키 마리의 커버)
- 珍重 (絹の靴下 / 나쓰키 마리의 커버)
- 願望 (裸足の女王 / 나쓰키 마리의 커버)
- 一句悄悄話 (小さな恋 / 나카시마 쥰코의 커버)
- 再見吾愛 (グッド・バイ・マイ・ラブ / 앤 루이스의 커버)
- 愛的路上我和你 (セクシー・バス・ストップ / 아사노 유코의 커버)
- 風兒傅情意 (風のしのび逢い)
- 嘿嘿TAXI (ムーン・ライト・タクシー / 아사노 유코의 커버)
- 噢！李先生 (オー！ミステリー / 아사노 유코의 커버)
- 夢舞 (ハッスル・ジェット / 아사노 유코의 커버)
- Disco Queen (うわさのディスコクィーン)
- 快樂在心扉 (More Than I Can Say / Leo Sayer/Bobby Vee의 커버)
- 逝去的愛 (Love is Over)
- 我的故鄉 (狂った果実 / 앨리스의 커버)
- 最後的一首歌 (さよならの向う側 / 야마구치 모모에의 커버)
- 舞在旋律中 (ダンシング・オールナイト / 몬타&브라더스의 커버)
- 迷人之夜 (セクシー・ナイト / 미하라 쥰코의 커버)
- DISCO之夜 (パープルタウン / 야가미 쥰코의 커버)
- 熱情的島嶼 (ジプシー / 사이조 히데키의 커버)
- 不要離開我 (忘れていいの / 타니무라 신지의 커버)
- 今夜我仍在想你 (Good night Darling Good-bye)
- 追憶 (追憶 〜Never Fall In Love〜)
- 永遠的情人 (抱かれ上手 / 와다 아키코의 커버)
- Don't Forget 〜Stop teasing me〜 (ほっといて 〜Stop teasing me〜)
- 愛是唯一的言語 (We Love Heart)
- 擁抱 〜Don't Say Good-bye〜 (with TOKYO D.)
- 有情人總被無情傷
- 烈火
- 感恩的心 (TV 드라마《오싱》엔딩)
- 呑下恐龍的蛋
- 出境入境
- 你想愛誰就愛誰

## 같이 보기
- 홍백가합전
- 더 베스트 텐
- 화류
- 오쿠무라 치요 - 가장 친한 친구로 알려진